# Падуб
Па́дуб, или остроли́ст (лат. Ílex) — род деревьев и кустарников семейства Падубовые (Aquifoliaceae). Садоводами падубы ценятся за декоративность блестящих кожистых листьев, тёмно-зелёных или двуцветных, и ярких привлекательных костянок, которые могут быть красного, жёлтого, белого, чёрного или оранжевого цвета. Костянки созревают осенью и хорошо сохраняются на растениях всю зиму. Наиболее распространён падуб остролистный.

## Распространение и экология
В природе падубы распространены почти повсеместно. Они произрастают в лесах как тропического, так и умеренного климата.

## Название
Латинское название рода происходит от названия дуба каменного (Quercus ilex).

## Ботаническое описание

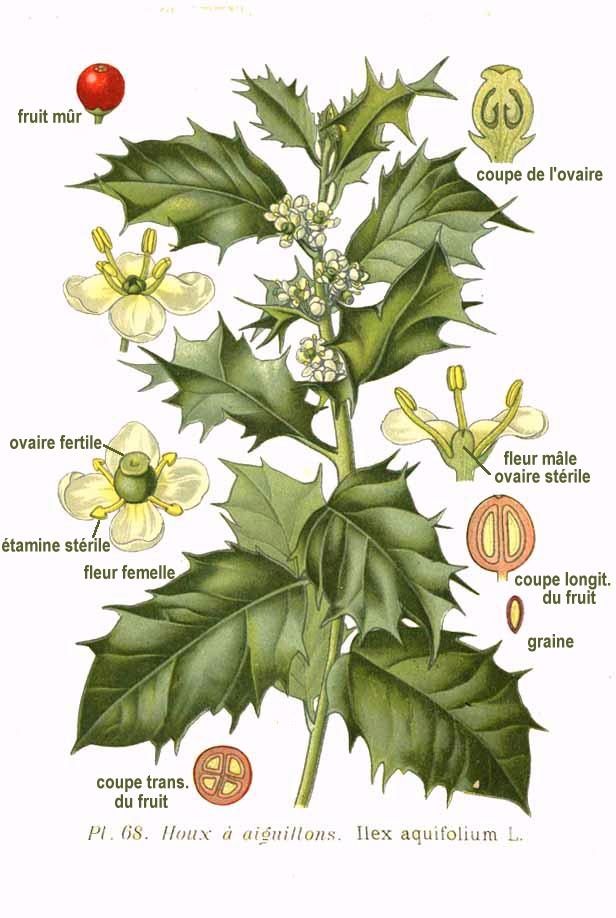
Падуб остролистный. Ботаническая иллюстрация из Атласа растений Франции (Atlas des plantes de France), 1891

Молодые побеги падубов имеют заострённую форму, а листья – простые очерёдные, на концах могут быть цельными или изрезанными с шипами. Шипы падубов необычайно острые и сохраняют свою остроту даже на опавших старых листьях. Убирая эти листья, легко проколоть палец даже в плотных садовых перчатках.
Цветут падубы невзрачно, мелкими светлыми цветками, которые образуются в пазухах листьев весной. Чаще мужские и женские цветки образуются на разных растениях, поэтому для образования плодов в культуре необходимо высаживать мужское и женское растения неподалёку друг от друга.
Плоды остролистов, в обиходе называемые ягодами, с точки зрения ботаники являются костянками.

## Значение и применение
Падубы издавна ценились человеком.
С практической точки зрения падубы представляют интерес в качестве ветрозащитных насаждений, растений для морских побережий (из-за их высокой устойчивости к соли) и как весьма надёжные живые изгороди.
Листья и стебель падуба парагвайского (Ilex paraguariensis) используются для получения чаеподобного напитка, известного как мате.
Листья китайского падуба широколиственного используются для получения чаеподобного целебного напитка, известного как кудин.
Как и омелу, остролисты использовали ещё в Древнем Риме во время Сатурнианских зимних празднеств, на месте которых с приходом христианства возникло Рождество.
В верованиях друидов падуб символизировал солнце, поэтому древние кельты украшали свои жилища молодыми побегами растения в хмурые зимние месяцы.
До сих пор остролист является традиционным рождественским растением и широко используется во время зимних праздников в качестве украшения для помещения и праздничного стола, как материал для изготовления рождественских венков и даже порой вместо «главного» рождественского дерева — ёлки.
Североамериканские индейцы использовали листья местного падуба чайного (Ilex vomitoria), известного своими слабительными и рвотными свойствами, в качестве противоядия во время своих религиозных ритуалов и в медицине. Из молодых листьев и прутиков они делали напиток, который называли чёрным чаем.

### Падуб какдекоративное растение
В качестве садового растения падубы не требуют много внимания. Они готовы расти на песчаных и глинистых почвах при условии их хорошей водопроницаемости и содержания в них гумуса. Остролисты готовы мириться с полутенью, но следует учитывать, что у разновидностей с двуцветными листьями контраст цветов лучше всего проявится на открытом солнце.
Из болезней падубы иногда поражаются фитофторозом (Phytophthora), который приводит к загниванию корней и гибели растения. Поражённые заболеванием растения следует уничтожать, а почву на всём участке дезинфицировать.
Формирующую обрезку делают после окончания плодоношения. Многие падубы от обрезки только выигрывают. У двуцветных разновидностей обрезают побеги с зелёными листьями, если таковые появляются.
Высаживать лучше молодые падубы зимой или ранней весной, более взрослые не любят беспокойства. При покупке нового растения в садовом центре нужно обязательно учитывать необходимость перекрёстного опыления для большинства культиваров и что одного растения может быть недостаточно для обильного плодоношения.
В садовом дизайне падубы находят отличное применение в лесополосах естественных, или диких садов, где они обеспечивают необходимый кров для насекомых и пищу для птиц, благодаря своим ягодам, которые сохраняются на растениях фактически до начала нового цветения. Именно благодаря птицам происходит размножение и распространение падубов в природе: поедая ягоды, они разносят содержащиеся в них семена повсюду. Молодые ростки падубов являются одними из самых навязчивых сорняков, которые появляются в самых труднодоступных местах: под живой изгородью или из-под забора.
Отлично смотрятся падубы, высаженные солитером и группами. Хорошими партнёрами для падубов традиционно являются магонии, гортензии, бересклеты и многие другие деревья. Падубы отлично поддаются фигурной стрижке, поэтому из них получаются красивые топиари. Любители бонсай любят работать с медленнорастущими остролистами.
В культуре наиболее распространены следующие виды и культивары падубов:
Ilex aquifolium — падуб остролистный, или обыкновенный и его многочисленные формы и гибриды. Зоны морозостойкости — предположительно от 5. Известны женские сорта 'Handsworth New Silver' и 'Golden King' с зелёно-жёлтыми листьями и красными ягодами, а также 'Amber' — компактный кустарник с эффектными оранжевыми ягодами. Из мужских культиваров: 'Silver Queen' (название не отражает пол растения). Сорт 'Ferox Argentea' имеет мелкие пятнистые листья. Стоит отметить два ценных самоопыляющихся сорта — 'J. C. van Tol' и 'Pyramidalis' — деревья и кустарники с двуцветными зелёно-жёлтыми листьями почти без шипов и c красными ягодами. Молодые побеги имеют выраженный пурпурный оттенок.
Ilex altaclerensis — исключительно выносливые, морозостойкие вечнозелёные растения. Отлично подходят для выращивания в городах, так как могут противостоять загазованности. Известны женские сорта 'Belgica Aurea' и 'Wilsonii' (с ярко-красными плодами и молодыми побегами пурпурного оттенка) и мужской — 'Hodginsii'.
Ilex opaca — американский падуб. Высокие (до 15 метров) растения из Северной Америки с ягодами красного, жёлтого или оранжевого цвета. Морозостойкость — зоны 5—9.
Ilex glabra — морозостойкие (зоны 4—9), компактные кустарники с чёрными ягодами.
Ilex crenata — небольшие обильно плодоносящие кустарники с чёрными ягодами. Известны культивары 'Convexa' и 'Golden Gem'. Зоны холодостойкости — 5—8.
Ilex × meserveae — ещё одна холодостойкая разновидность с красными ягодами. Известны женский и мужской культивары 'Blue Princess' и 'Blue Prince'.
Ilex verticillata — холодостойкое (зоны 3—9) и исключительно декоративное растение. Листопадный кустарник, зимой густо покрытый ярко-красными ягодами, которые выделяются на фоне голых ветвей.

## Таксономия
В роде Падуб ок. 475 видов. Вечнозёленые и листопадные деревья, кустарники и лианы, в том числе:
- Ilex affinis Gardner
- Ilex ambigua (Michx.) Torr. — Падуб сомнительный
- Ilex amelanchier M.A.Curtis ex Chapm.
- Ilex anomala Hook. & Arn.
- Ilex aquifolium L. — Падуб остролистный
- Ilex argentina Lillo
- Ilex arimensis (Loes.) Britton ex R.O.Williams
- Ilex asprella (Hook. & Arn.) Champ. ex Benth.
- Ilex bioritensis Hayata
- Ilex brasiliensis (Spreng.) Loes.
- Ilex brevicuspis Reissek
- Ilex buergeri Miq.
- Ilex canariensis Poir.
- Ilex cassine L. — Падуб кассине
- Ilex centrochinensis S.Y.Hu — Падуб центральнокитайский
- Ilex ciliospinosa Loes.
- Ilex cinerea Champ. ex Benth.
- Ilex colchica Pojark. — Падуб колхидский
- Ilex collina Alexander
- Ilex cookii Britton & P.Wilson
- Ilex corallina Franch. — Падуб коралловый
- Ilex coriacea (Pursh) Chapm. — Падуб кожистый
- Ilex cornuta Lindl. & Paxton — Падуб рогатый
- Ilex crenata Thunb. — Падуб городчатый
- Ilex cuthbertii Small
- Ilex cyrtura Merr.
- Ilex decidua Walter — Падуб листопадный
- Ilex delavayi Franch.
- Ilex dimorphophylla Koidz.
- Ilex dipyrena Wall.
- Ilex dumosa Reissek
- Ilex excelsa (Wall.) Hook.f.
- Ilex fargesii Franch. — Падуб Фаргеза
- Ilex ficoidea Hemsl.
- Ilex forrestii H.F.Comber
- Ilex fragilis Hook.f.
- Ilex geniculata Maxim.
- Ilex georgei H.F.Comber
- Ilex glabra (L.) A.Gray — Падуб голый
- Ilex goshiensis Hayata
- Ilex graciliflora Champ. ex Benth.
- Ilex guayusa Loes. (англ.)
- Ilex guianensis (Aubl.) Kuntze
- Ilex hanceana Maxim.
- Ilex hayataiana Loes.
- Ilex hookeri King
- Ilex hyrcana Pojark. — Падуб гирканский
- Ilex insignis Hook.f.
- Ilex integerrima (Vell.) Reissek
- Ilex integra Thunb. — Падуб цельнокрайный
- Ilex intricata Hook.f.
- Ilex kaushue S.Y.Hu [syn. Ilex latifolia f. puberula D.Fang & Z.M.Tan][4]
- Ilex krugiana Loes.
- Ilex laevigata (Pursh) A.Gray — Падуб гладкий
- Ilex latifolia Thunb. — Падуб широколистный
- Ilex leucoclada (Maxim.) Makino
- Ilex liukiuensis Loes.
- Ilex longipes Chapm. ex Trel.
- Ilex macfadyenii (Walp.) Rehder
- Ilex macrocarpa Oliv. — Падуб крупноплодный
- Ilex macropoda Miq.
- Ilex memecylifolia Champ. ex Benth.
- Ilex micrococca Maxim.
- Ilex mitis (L.) Radlk.
- Ilex montana Torr. & A.Gray — Падуб горный
- Ilex mucronata (L.) M.Powell , Savol. & S.Andrews
- Ilex myrtifolia Walter
- Ilex nipponica Makino
- Ilex nothofagacifolia Kingdon-Ward
- Ilex opaca Aiton — Падуб матовый, или Падуб тусклый
- Ilex paraguariensis A.St.-Hil. — Падуб парагвайский
- Ilex pedunculosa Miq. — Падуб цветоножковый
- Ilex perado Aiton — Падуб перадо, или Падуб канарский
- Ilex pernyi Franch. — Падуб Перна
- Ilex pubescens Hook. & Arn.
- Ilex purpurea Hassk.
- Ilex rockii S.Y.Hu
- Ilex rotunda Thunb. — Падуб округлый
- Ilex rubra S.Watson
- Ilex rugosa F.Schmidt — Падуб морщинистый
- Ilex scopulorum Humb. & Bonpl. ex Schult. & Schult.f.
- Ilex serrata Thunb. — Падуб пильчатый
- Ilex sideroxyloides (Sw.) Griseb.
- Ilex sikkimensis Kurz
- Ilex sintenisii (Urb.) Britton
- Ilex sugerokii Maxim. — Падуб Сугероки
- Ilex szechuanensis Loes.
- Ilex theezans Reissek
- Ilex tutcheri Merr.
- Ilex venulosa Hook.f.
- Ilex verticillata (L.) A.Gray — Падуб мутовчатый
- Ilex viridis Champ. ex Benth.
- Ilex vomitoria Sol. ex Aiton
- Ilex warburgii Loes.
- Ilex wightiana Wall. ex Wight
- Ilex wilsonii Loes.
- Ilex yunnanensis Franch. — Падуб юньнаньский

### Вымершие виды
Источники: .
- Ilex angustifolioides Doweld
- Ilex aschutassica Doweld
- Ilex boulayi Doweld
- Ilex friedrichii Doweld
- Ilex gardneriana Wight
- Ilex latifolioides Doweld
- Ilex miodipyrena Denk et al.
- Ilex mormonica Doweld
- Ilex opacina Doweld
- Ilex polarica Doweld
- Ilex subrotunda Doweld

## В культуре
- Король Падуб (англ. Holly King) и Король Дуб (англ. Oak King) — персонажи английского фольклора, извечные противники, каждому из которых принадлежит половина года.
- В серии романов Дж. К. Роулинг о Гарри Поттере у главного героя волшебная палочка была сделана из остролиста.
- Название Hollywood (Голливуд) в буквальном переводе означает «падубовая роща», или «роща остролиста».